# Ottertail
Ottertail is een plaats (city) in de Amerikaanse staat Minnesota, en valt bestuurlijk gezien onder Otter Tail County.

## Demografie
Bij de volkstelling in 2000 werd het aantal inwoners vastgesteld op 451.
In 2006 is het aantal inwoners door het United States Census Bureau geschat op 528, een stijging van 77 (17.1%).

## Geografie
Volgens het United States Census Bureau beslaat de plaats een oppervlakte van
13,3 km², waarvan 11,4 km² land en 1,9 km² water.

## Plaatsen in de nabije omgeving
De onderstaande figuur toont nabijgelegen plaatsen in een straal van 20 km rond Ottertail.